# Thyella choisyana
Thyella choisyana là một loài thực vật có hoa trong họ Bìm bìm. Loài này được (Meisn.) House miêu tả khoa học đầu tiên năm 1906.